# Plagiochila squamulosa
Plagiochila squamulosa là một loài rêu trong họ Plagiochilaceae. Loài này được Mitt. mô tả khoa học đầu tiên năm 1864.